# Metaphidippus
Metaphidippus är ett släkte av spindlar. Metaphidippus ingår i familjen hoppspindlar.

## Dottertaxa tillMetaphidippus, i alfabetisk ordning[1]
- Metaphidippus albopilosus
- Metaphidippus annectans
- Metaphidippus apicalis
- Metaphidippus bisignatus
- Metaphidippus bispinosus
- Metaphidippus carmenensis
- Metaphidippus chalcedon
- Metaphidippus chera
- Metaphidippus coccinelloides
- Metaphidippus comptus
- Metaphidippus crassidens
- Metaphidippus cuprinus
- Metaphidippus diplacis
- Metaphidippus dubitabilis
- Metaphidippus emmiltus
- Metaphidippus facetus
- Metaphidippus fastosus
- Metaphidippus fimbriatus
- Metaphidippus fortunatus
- Metaphidippus globosus
- Metaphidippus gratus
- Metaphidippus laetabilis
- Metaphidippus laetificus
- Metaphidippus lanceolatus
- Metaphidippus longipalpus
- Metaphidippus mandibulatus
- Metaphidippus manni
- Metaphidippus mathetes
- Metaphidippus nigropictus
- Metaphidippus nitidus
- Metaphidippus odiosus
- Metaphidippus pallens
- Metaphidippus pernix
- Metaphidippus perscitus
- Metaphidippus pluripunctatus
- Metaphidippus smithi
- Metaphidippus texanus
- Metaphidippus tricolor